# Premio Ramon Llull de novela
El Premio Ramon Llull de novela (Premi de les Lletres Catalanes Ramon Llull en catalán) es un galardón literario que se entrega cada año a una novela escrita originalmente en catalán. Fundado en 1981 por el editor José Manuel Lara Hernández, lo concede y publica la Editorial Planeta. El premio, dotado con 60.000 euros, es el galardón literario a obras en lengua catalana de mayor cuantía económica.
El objetivo fundacional del premio no fue solo incentivar la escritura de obras en catalán, sino también darle la mayor divulgación social y comercial posible, tanto a la obra como a los autores. Por ello, la obra ganadora no solo es editada en lengua catalana, sino que es inmediatamente traducida al castellano para ser distribuida por toda España y Latinoamérica.
Pese a que –inicialmente– el premio estaba solo reservado a novelas, actualmente también está abierto a obras de ensayo y memorias. 
Desde 2007 hasta 2010 el premio se convocó conjuntamente entre la Editorial Planeta y el Gobierno de Andorra. Desde 2011, comparten la convocatoria entre la editorial y la Fundació Ramon Llull.
No debe confundirse con los premios Ramon Llull, que otorga el Gobierno de las Islas Baleares a una persona o entidad que se ha distinguido en algún campo.

## Premiados
| Edición | Año  | Obra                                       | Obra en español                            | Autor/a               |
| ------- | ---- | ------------------------------------------ | ------------------------------------------ | --------------------- |
| 42.ª    | 2023 | París érem nosaltres                       |                                            | Andreu Claret         |
| 42.ª    | 2022 | Benvolguda                                 | Estimada                                   | Empar Moliner         |
| 41.ª    | 2021 | L'home que va viure dues vegades           | El hombre que vivió dos veces              | Gerard Quintana       |
| 40.ª    | 2020 | Tota una vida per recordar                 | Toda una vida por recordar                 | Núria Pradas          |
| 39.ª    | 2019 | El fill de l'italià                        | El hijo del italiano                       | Rafel Nadal           |
| 38.ª    | 2018 | La força d'un destí                        | La fuerza de un destino                    | Martí Gironell        |
| 37.ª    | 2017 | Rosa de cendra                             | Rosa de ceniza                             | Pilar Rahola          |
| 36.ª    | 2016 | La filla del capità Groc                   | La hija del capitán Groc                   | Víctor Amela          |
| 35.ª    | 2015 | Algú com tu                                | Alguien como tú                            | Xavier Bosch          |
| 34.ª    | 2014 | Desig de xocolata                          | Deseo de chocolate                         | Care Santos           |
| 33.ª    | 2013 | L'estiu que comença                        | El verano que empieza                      | Sílvia Soler          |
| 32.ª    | 2012 | La dona veloç                              | La mujer veloz                             | Imma Monsó            |
| 31.ª    | 2011 | Amor i guerra                              | Amor y guerra                              | Nuria Amat            |
| 30.ª    | 2010 | Tenim un nom                               | Tenemos un nombre                          | Vicenç Villatoro      |
| 29.ª    | 2009 | L'últim home que parlava català            | El último hombre que hablaba catalán       | Carles Casajuana      |
| 28.ª    | 2008 | L'últim patriarca                          | El último patriarca                        | Najat El Hachmi       |
| 27.ª    | 2007 | Tigres                                     | Tigres                                     | Gabriel Janer Manila  |
| 26.ª    | 2006 | Farsa                                      | Farsa                                      | Màrius Serra          |
| 25.ª    | 2005 | Per un sac d'ossos                         | Por un saco de huesos                      | Lluís-Anton Baulenas  |
| 24.ª    | 2004 | Les set aromes del món                     | Los siete aromas del mundo                 | Alfred Bosch          |
| 23.ª    | 2003 | El final de joc                            | El final del juego                         | Gemma Lienas          |
| 22.ª    | 2002 | Les seduccions de Júlia                    | Las seducciones de Júlia                   | Màrius Carol          |
| 21.ª    | 2001 | L'emperador o l'ull del vent               | El emperador o El ojo del viento           | Baltasar Porcel       |
| 20.ª    | 2000 | Delictes d´amor                            | Delitos de amor                            | Maria Mercè Roca      |
| 19.ª    | 1999 | Lola                                       | Lola                                       | Maria de la Pau Janer |
| 18.ª    | 1998 | Parada obligatòria                         | Parada obligatoria                         | Joan Barril           |
| 17.ª    | 1997 | D´avui a demà                              | De hoy a mañana                            | Joan Corbella         |
| 16.ª    | 1996 | Santa Maria, pa cada dia                   | Santa María, pan cada día                  | Josep Maria Ballarín  |
| 15.ª    | 1995 | Marià Manent, biografía íntima i literària | Marià Manent, biografía íntima y literaria | Albert Manent         |
| 14.ª    | 1994 | La Rambla fa baixada                       | La Rambla hace bajada                      | Nèstor Luján          |
| 13.ª    | 1993 | El jardí de les palmeres                   | El jardín de las palmeras                  | Jaume Fuster          |
| 12.ª    | 1992 | El sexe dels àngels                        | El sexo de los ángeles                     | Terenci Moix          |
| 11.ª    | 1991 | Castell de cartes                          | Castillo de naipes                         | Luis Romero           |
| 10.ª    | 1990 | Elogi de la passió pura                    | Elogio de la pasión pura                   | Sebastià Serrano      |
| 9.ª     | 1989 | Joc de miralls                             | Juego de miradas (Por persona interpuesta) | Carme Riera           |
| 8.ª     | 1988 | Moro de rei                                | Moro de rey                                | Pau Faner             |
| 7.ª     | 1987 | Somni Delta                                | Sueño Delta                                | Valentí Puig          |
| 6.ª     | 1986 | Zona marítima                              | Zona marítima                              | Olga Xirinacs Díaz    |
| 5.ª     | 1985 | El misteri del Cant Z-506                  | El misterio del Cante Z-506                | Miquel Ferrà          |
| 4.ª     | 1984 | El rellotge del pont d´Esplugues           | El reloj del puente de Esplugas            | Ignasi Riera          |
| 3.ª     | 1983 | Fortuny                                    | Fortuny                                    | Pere Gimferrer        |
| 2.ª     | 1982 | Sala de miralls                            | Sala de espejos                            | Ramon Folch           |
| 1.ª     | 1981 | Les aventures del cavaller Kosmas          | Las aventuras del caballero Kosmas         | Joan Perucho          |